# 618
| [ Edytuj tabelę ]          |                                           |
| Cesarz Bizancjum           | - 610 Herakliusz 641                      |
| Cesarz Chin                | - 604 Sui Yangdi 618 - 618 Tang Gaozu 626 |
| Król Essexu                | - 617 Sigeberht I Mały 653                |
| Król Franków               | - 584 Chlotar II 629                      |
| Cesarz Japonii             | - 592 Suiko 628                           |
| Król Kentu                 | - 616 Eadbald 640                         |
| Patriarcha Konstantynopola | - 610 Sergiusz I 638                      |
| Władca Korei               | - 590 Yŏngyang 618 - 618 Yŏngnyu 642      |
| Król Longobardów           | - 616 Adaloald 626                        |
| Papież                     | - 615 Adeodat I 618                       |
| Król Persji                | - 590 Chosrow II Parwiz 628               |
| Król Wizygotów             | - 612 Sisebut 621                         |

Rok 618 / DCXVIII
stulecia: VI wiek ~
VII wiek ~
VIII wiek

lata: 608 «
613 «
614 «
615 «
616 «
617 «
618
» 619
» 620
» 621
» 622
» 623
» 628

## Wydarzenia
- Azja

- - W Chinach zakończyło się panowanie dynastii Sui, a Li Yuan zapoczątkował dynastię Tang przy wsparciu kagana wschodniego (data sporna lub przybliżona)
  - Sardes zostało zdewastowane przez Sasanidów

- Europa
  - W Eczmiadzynie zbudowano klasztor świętej Rypsymy

## Zmarli
- 6 listopada – papież Adeodat I, święty Kościoła katolickiego
- Święty Kewin (data sporna lub przybliżona)